# Alfredo Mosquera
Carlos Alfredo Mosquera Zegarra (Chincha Alta, 15 de febrero de 1924 - 10 de junio de 2001) fue un futbolista peruano que se desempeñaba como delantero. Fue hermano de los también destacados delanteros Máximo Mosquera y Nemesio Mosquera (medio hermano). Asimismo, fue padre del destacado delantero de los setenta y ochenta Roberto Mosquera Vera.

## Trayectoria
Sus primeros años en el fútbol lo hizo en los Oratorios Salesianos y en los Once Amigos de Walkuski, que participaba en la Liga de Breña. 
Luego jugaría en el Ciclista Lima y en el Alfonso Ugarte de Chiclín el año 1944 (que participaba la Liga de Trujillo) junto con Leonidas «Tundete» Mendoza. Llegó al Sporting Tabaco en 1945 y sus grandes actuaciones lo condujeron al fútbol colombiano, primero al Millonarios donde obtuvo 4 títulos en los años 1949, 1951, 1952 y 1953, junto con grandes jugadores de talla mundial como fueron los argentinos Adolfo Pedernera y Alfredo Di Stéfano.
Al siguiente año fue fichado por Atlético Nacional, donde obtuvo su quinto título personal en 1954 en la tierra del café y donde fue reconocido como el jugador extranjero más valioso de la liga colombiana en 1954 y 1955, tras salida de los jugadores ya mencionados. Luego, es fichado por el Deportes Tolima en 1956.
Sus últimos años en las canchas serían en el Porvenir Miraflores y en Sporting Cristal de su país en 1958.
Tuvo el honor de ser parte y disputar con la Selección Peruana la Copa América de 1949, su primera y única participación en un campeonato sudamericano donde fue el goleador y el más destacado del equipo bicolor en esa competición.

## Clubes
| Club                      | País     | Año         |
| ------------------------- | -------- | ----------- |
| Ciclista Lima             | Perú     | 1943        |
| Alfonso Ugarte de Chiclin | Perú     | 1944        |
| Sporting Tabaco           | Perú     | 1945 - 1948 |
| Millonarios               | Colombia | 1949 - 1953 |
| Atlético Nacional         | Colombia | 1954 - 1955 |
| Deportes Tolima           | Colombia | 1956        |
| Porvenir Miraflores       | Perú     | 1957        |
| Sporting Cristal          | Perú     | 1958        |

## Palmarés

### Campeonatos nacionales
| Título           | Club              | País     | Año  |
| ---------------- | ----------------- | -------- | ---- |
| Primera división | Millonarios       | Colombia | 1949 |
| Primera división | Millonarios       | Colombia | 1951 |
| Primera división | Millonarios       | Colombia | 1952 |
| Copa Colombia    | Millonarios       | Colombia | 1953 |
| Primera división | Millonarios       | Colombia | 1953 |
| Primera división | Atlético Nacional | Colombia | 1954 |